# زیگفرید (اپرا)
زیگفرید (آلمانی: Siegfried) سومین درام یا اپرای موسیقی از مجموعهٔ چهارگانهٔ معروف به حلقه نیبلونگ اثر ریچارد واگنر مصنف و آهنگساز آلمانی است، این اثر برای اولین بار در جشنواره بایروت به سال ۱۶ اوت ۱۸۷۶ به عنوان اولین اجرای کامل از چرخه یا حلقهٔ نیبلونگ بر روی پرده رفت، اشعار اپرای زیگفرید واگنر در ماه نوامبر تا دسامبر ۱۸۵۲ تهیه شده بود، در ابتدا و به سال ۱۸۵۱ با عنوان اصلی زیگفرید جوان شناخته شد، ترکیب موسیقی در سال ۱۸۵۶ کامل و آماده برای اجرا شد، اما به خاطر بازنویسی و تقریرات مجدد واگنر اتمام کار تا سال ۱۸۷۱ به طول انجامید.

## اجرا کنندهٔ نقش‌ها در سال ۱۶ اوت ۱۸۷۶
| نقش‌ها                    | صدا پیشه              | Hans Richter)     |
| ------------------------ | --------------------- | ----------------- |
| زیگفرید                  | تنور                  | جورج آنگر         |
| Mime                     | تنور (صدا)            | مکس شلوزر         |
| The Wanderer             | باس-باریتون           | فرانتز بتس        |
| آلبریخ                   | باریتون               | کارل هیل          |
| فافنر                    | باس                   | فرانتز فن ریچنبرگ |
| Waldvogel (the woodbird) | soprano "Millingtonnd | ماری هوپت         |
| اِردا                     | کنترآلتو              | لوئیس جید         |
| برونهیلد                 | سوپرانو               | امیلی ماترنا      |